# Objetivo de Desenvolvimento Sustentável 7

Número de pessoas no mundo com e sem acesso à eletricidade

O Objetivo de Desenvolvimento Sustentável 7 (Objetivo Global 7 ou ODS 7), um dos 17 Objetivos de Desenvolvimento Sustentável definidos pela Assembleia Geral das Nações Unidas em 2015. Tem por objetivo “assegurar que todos tenham acesso a energia acessível, fiável, sustentável e moderna”.  Um importante pilar para o bem-estar dos seres humanos é o acesso à energia, assim como para o desenvolvimento económico e a diminuição da pobreza global. 
Até 2030, a meta é alcançar cinco objetivos específicos. O progresso em direção a essas metas é avaliado por meio de seis indicadores. Três dessas metas são focadas em resultados: garantir acesso universal à energia moderna, aumentar a proporção global de fontes renováveis e duplicar os ganhos em eficiência energética. As duas metas restantes são relacionadas aos meios de implementação: promover pesquisa, tecnologia e investimentos em energia limpa, além de expandir e aprimorar os serviços energéticos nos países em desenvolvimento. Em resumo, essas metas visam proporcionar acesso a energia confiável e acessível, ao mesmo tempo em que aumentam a participação de fontes renováveis na matriz energética global. Além disso, concentram-se na eficiência energética, cooperação internacional e investimentos em infraestrutura sustentável.
Segundo um relatório de avaliação de 2019, há avanços em direção ao alcance do ODS 7, mas algumas metas ainda não serão atingidas. O ODS 7 e o ODS 13 (ação climática) estão interligados.
O Objetivo de Desenvolvimento Sustentável 7 visa abordar o desafio global de falta de acesso à eletricidade e a soluções de cozinha limpa. Em 2020, cerca de 0,8 bilhão de pessoas viviam sem eletricidade e 2,4 bilhões não tinham acesso a métodos seguros de cocção. A energia é essencial para atividades como emprego, transporte, segurança alimentar, saúde e educação.
As pessoas que enfrentam desafios para ter acesso à eletricidade e métodos de cozimento seguros incluem aquelas que residem em regiões remotas, são deslocadas internamente ou vivem em bairros urbanos precários e comunidades marginalizadas.

## Metas, indicadores e progresso
O ODS 7 possui cinco objetivos, avaliados por meio de cinco indicadores, que devem ser alcançados até 2030. Três desses objetivos são "metas de resultados" e dois são "estratégias para atingir os objetivos".

Indicador 7.1.2 em 2016 - Percentagem da população com acesso a combustíveis limpos para cozinhar

7.1 Até 2030, assegurar o acesso universal, confiável, moderno e a preços acessíveis a serviços de energia
7.2 Até 2030, aumentar substancialmente a participação de energias renováveis na matriz energética global
7.3 Até 2030, dobrar a taxa global de melhoria da eficiência energética
7.a Até 2030, reforçar a cooperação internacional para facilitar o acesso a pesquisa e tecnologias de energia limpa, incluindo energias renováveis, eficiência energética e tecnologias de combustíveis fósseis avançadas e mais limpas, e promover o investimento em infraestrutura de energia e em tecnologias de energia limpa
7.b Até 2030, expandir a infraestrutura e modernizar a tecnologia para o fornecimento de serviços de energia modernos e sustentáveis para todos nos países em desenvolvimento, particularmente nos países menos desenvolvidos, nos pequenos Estados insulares em desenvolvimento e nos países em desenvolvimento sem litoral, de acordo com seus respectivos programas de apoio

Financiamento internacional para energia limpa, 2016

## Progresso geral e monitoramento
O Fórum Político de Alto Nível das Nações Unidas para o Desenvolvimento Sustentável (HLPF) realiza anualmente a avaliação global dos Objetivos de Desenvolvimento Sustentável (ODS), sob a égide do Conselho Econômico e Social da ONU. Os relatórios de progresso de alto nível para cada ODS são divulgados pelo Secretário-Geral da ONU.   
No ano de 2022, a capacidade de produção de energia proveniente de fontes renováveis nos países em desenvolvimento cresceu 58% em termos de capacidade renovável per capita. Contudo, os investimentos financeiros internacionais destinados a apoiar as energias renováveis nesses países foram 24% menores do que os registrados em 2018..  Embora tenham ocorrido avanços entre 2019 e 2020, eventos globais recentes, como o conflito na Ucrânia, afetaram o progresso mundial em energias renováveis e na transição para a descarbonização, interrompendo ou reduzindo tais avanços em vez de ampliá-los..